# Problepsidis argyrialis
Problepsidis argyrialis är en fjärilsart som beskrevs av George Francis Hampson 1895. Problepsidis argyrialis ingår i släktet Problepsidis och familjen sikelvingar. Inga underarter finns listade i Catalogue of Life.